# Киндяково (Красноярский край)
Киндяково — деревня в Берёзовском районе Красноярского края России. Входит в состав Бархатовского сельсовета. Находится на левом берегу реки Есауловка, примерно в 10 км к востоку-северо-востоку (ESE) от районного центра, посёлка Берёзовка, на высоте 151 метра над уровнем моря.

## Население
| 1989 | 2002 | 2010 |
| ---- | ---- | ---- |
| 476  | ↗522 | ↗608 |

Гендерный состав
По данным Всероссийской переписи населения 2010 года 276 мужчин и 332 женщины из 608 чел.

## Улицы
Уличная сеть деревни состоит из 14 улиц и 2 переулков.